# Zagreb Open 2009
Il Zagreb Open 2009 è stato un torneo professionistico di tennis maschile giocato sulla terra rossa, che faceva parte dell'ATP Challenger Tour 2009. Si è giocato a Zagabria in Croazia dall'11 al 17 maggio 2009.

## Partecipanti

### Teste di serie
| Nazionalità | Giocatore        | Ranking* | Testa di serie |
| ----------- | ---------------- | -------- | -------------- |
| Francia     | Nicolas Devilder | 60       | 1              |
| Stati Uniti | Robert Kendrick  | 82       | 2              |
| Argentina   | Leonardo Mayer   | 104      | 3              |
| Argentina   | Brian Dabul      | 108      | 4              |
| Croazia     | Roko Karanušić   | 111      | 5              |
| Brasile     | Thiago Alves     | 119      | 6              |
| Brasile     | Marcos Daniel    | 120      | 7              |
| Rep. Ceca   | Jiří Vaněk       | 126      | 8              |

- Ranking al 4 maggio 2009.

### Altri partecipanti
Giocatori che hanno ricevuto una wild card:
- Ivan Dodig
- Nikola Mektić
- Antonio Sančić
- Antonio Veić

Giocatori passati dalle qualificazioni:
- Andrea Arnaboldi
- Evgenij Donskoj
- Martin Fischer
- Franco Skugor

## Campioni

### Singolare
Marcos Daniel ha battuto in finale  Olivier Rochus con il punteggio di 6–3, 6–4

### Doppio
Peter Luczak /  Alessandro Motti hanno battuto in finale  Brendan Evans /  Ryan Sweeting con il punteggio di 6–4, 6–4